# Rius de Turquia

Els rius de Turquia es poden dividir en diversos grups, dependent del lloc on van a desembocar.

## Desemboquen a lamar Negra

### Europa
- Mutludere (també conegut com a Rezovo) flueix de Turquia a Bulgària. Longitud:112 km.
- Veleka flueix a Bulgària i llavors al Mar Negre. 147 km (25 km a Turquia)

### Anatòlia/Altiplà d'Armènia
- Kızılırmak 'Riu Vermell' és el riu més llarg a Turquia, també conegut com a Riu Halis. 1,350 km
  -     - Delice - afluent

  - Devrez - afluent
  - Amneios - afluent (actualment és conegut amb els noms de Gökırmak o Gök)
- El Sangari és el tercer riu més llarg de Turquia. En turc es coneix amb el nom de Sakarya. 824 km
  - Seydisuyu
  - Porsuk Çayı
  - Riu Ankara
- Riu Iris 'Riu Verd'. Actualment conegut amb el nom de Yeşilırmak. 418 km
  - El Skilax ** (actualment Çekerek) és un afluent

El Licos del Pont ** (actualment Kelkit) és un afluent
- Yağlıdere
  - Kılıçlar
  - Tohumluk
  - Üçköprü no és de fet un riu, llevat del punt on el Kılıçlar i el Tohumluk es troben
- Aksu Deresi a la Província de Giresun
- Batlama a Giresun
- Bartın (Clàssic Parthenius)
- Riu Çoruh (Clàssic Acampsis)
- Gelevara Deresi
- Kara Dere (Hyssus clàssic o Hyssos)
- Machakhlistskal(i)
- Riu Terme (Clàssic Thermōdōn)
- Riu de Yenice o Filyos

## Desemboquen a laMar de Màrmara
- Granic. Actualment conegut amb el nom de Biga Çayı.
- Simav çayı també anomenat Susurluk çayı; En els temps clàssics era conegut amb el nom de Makestos.

## Desemboquen a lamar Egea

### Europa
- Hebros (Maritsa o Meriç) es troba en la secció europea de Turquia i té la seva font a Bulgària. Fa 480 km de llarg.
  - Tunca és un afluent de 350 km a Bulgària
  - Ergene és un afluent a dins de Turquia.

### Anatòlia
- Bakır Çay (Clàssic Caicus o Astraeus)
- Büyük Menderes (Clàssic Meandre).548 km
  - Licos de Frígia
    - Cadmus
- Küçük Menderes. 114 km
- Gediz (clàssic Hermos). 401 km
  - Pactol (també conegut com a Sart Çayı)
- Riu Escamandre Actualment Karamenderes

## Desemboquen a lamar Mediterrània
- Aksu (Clàssic Kestros)
- Manavgat
- Eurimedon Actualment Köprüçay
- Göksu. 260 km
- Lamas Şu (també conegut com a Limonlu Çayı)
- Müftü
- Cidnos (també anomenat Tars en temps clàssics) Actualment duu el nom de Berdan
- Seyhan (Clàssic Sarus)
  - Zamantı
- Riu Ceyhan (Pyramus clàssic o Leucosyrus). 509 km
- Riu Payas
- Deli Çay
- Orontes Actualment Asi
  - Afrin
    - Karasu

## Desemboquen alGolf Pèrsic
- Eufrates
- Khabur
  -     - Jaghjagh

  - Balikh
  - Sajur
  - Karasu
  - Murad Su
- Tigris
  - Gran Zab (en turc Büyükzap Suyu)
  - Petit Khabur
- Bohtan Su (Uluçay)
  - Batman

## Desemboquen a lamar Càspia
- Kura
  - Araxes
    - El riu Akhurian (també conegut com a Zarishat) és un afluent de l'Aras. Sorgeix a Armènia i forma part de la frontera entre Armènia i Turquia abans de reunir-se amb l'Aras.

## Antics
- Egospòtam
- Asopus
- Çapraz Çayı / Susurluk Çayı (antic Macestus)
- Hyllus (riu)
- Licos de Bitínia
- Licos de Cilícia
- Licos de Lídia
- Meles
- Mezetli Su (ant. Liparis)
- Ríndac (actualment Lupad)
- Pinarus